# Stefan Vojislav
Stefan Vojislav (* Anfang des 11. Jahrhunderts; † um 1055) war von etwa 1040 bis zu seinem Tod Groß-Župan von Dioklitien.

## Leben
Stefan war der Überlieferung zufolge der Sohn eines Dragomir, von dem aber nichts Näheres bekannt ist. Auch byzantinische Quellen sind sich nicht einig über seine Herkunft, und einige bezeichnen ihn als Serben aus Travunien, der heutigen Herzegowina.
Wegen hoher Steuerforderungen von Byzanz wagte Stefan Vojislav als Archont von Dioklitien, dem zentralen Landesteil des heutigen Montenegros, einen Aufstand und gewann auch die Unterstützung der Küstenstädte, die bis dahin nicht zu Dioklitien gehörten, wie Bar, Ulcinj und Skadar in Nordalbanien (alban. Shkodra). Der erste Aufstand 1035/36 schlug fehl und Stefan geriet in Gefangenschaft.
Nach der Flucht aus Konstantinopel war 1037/38 ein zweiter Aufstand erfolgreich. Stefan Vojislav verjagte den Strategos Theophilos Erotikos und besiegte ein byzantinisches Expeditionsheer, womit er die Selbstständigkeit des Landes sicherte. Er unterstellte in weiterer Folge Hum und Travunien (Herzegowina, Süddalmatien) seiner direkten Herrschaft. Dioklitien wurde fortan oft Königreich Dioklitien und Dalmatien genannt. Auch das serbische Binnenland anerkannte die Vorherrschaft Stefan Vojislavs, wo sich das alte Serbien der Vlastimirić in Bosnien westlich der Drina und Raszien östlich der Drina aufgeteilt hatte. Im Jahr 1055 starb er an einer Vergiftung, als er an den Hof des byzantinischen Kaisers eingeladen wurde.